# Всемирный чемпионат конструкторов автомобилей
Это статья про чемпионат автоконструкторов 1920-х годов. Про современный Чемпионат конструкторов Формулы-1 см. статью Кубок конструкторов
Всемирный чемпионат конструкторов автомобилей проводился в 1925—1927 годах Международной ассоциацией признанных автомобильных клубов (Association Internationale des Automobile Clubs Reconnus — AIACR). Формально чемпионат существовал еще три года, но желающих проводить гонки по правилам не находились (в 1928 году прошло две, а в 1929 и 1930 годах — по одной гонке), а потому титул не присуждался. В 1931 году AIACR учредила личный чемпионат Европы.
На старт выходили автомобили с объёмом двигателя не более 2 литров (1925 г.), затем 1,5 литров, без ограничения на конструкцию двигателя. Механик в машине не допускался, хотя второе сиденье для него всё ещё присутствовало пару лет. Вес машины колебался от 800 кг в 1925 г., до 600 в 1926 г., установившись на уровне 700 кг в 1927 г. Дистанция гонок определялась автоклубами и обычно колебалась в районе 600—1000 километров, хотя Гран-При Англии на Бруклендс могло иметь дистанцию в 100-125 кругов, что меньше 600 км.

## Система присуждения очков
В отличие от современной системы очков Формулы-1, AIACR присуждала очки обратно пропорционально занятой в гонке позиции. Чемпионом становилась команда, набравшая наименьшее количество очков. Команда (производитель) получала очки от машины, занявшей в гонке наивысшую позицию. Чемпионат в личном зачёте не разыгрывался.
Очки распределялись по схеме:
| Позиция                  | Очки |
| ------------------------ | ---- |
| 1-е место                | 1    |
| 2-е место                | 2    |
| 3-е место                | 3    |
| Остальные финишировавшие | 4    |
| Нефинишировавшие         | 5    |
| Не стартовавшие          | 6    |

## Результаты соревнований
| Год  | Чемпион        | Победы | Очки | Гран-при 1/Победитель                          | Гран-при 2/Победитель                      | Гран-при 3/Победитель                            | Гран-при 4/Победитель                                     | Гран-при 5/Победитель                      |
| ---- | -------------- | ------ | ---- | ---------------------------------------------- | ------------------------------------------ | ------------------------------------------------ | --------------------------------------------------------- | ------------------------------------------ |
| 1925 | Alfa Romeo     | 2      | 7    | 500 миль Индианаполиса Питер де Паоло          | Гран-при Бельгии Антонио Аскари Alfa Romeo | Гран-при Франции Робер Бенуа/ Альбер Диво Delage | Гран-при Италии Гастоне Брилли-Пери Alfa Romeo            |                                            |
| 1926 | Bugatti        | 3      | 11   | 500 миль Индианаполиса Фрэнк Локхэрт           | Гран-при Франции Жюль Гу Bugatti           | Гран-при Сан-Себастьяна Жюль Гу Bugatti          | Гран-при Великобритании Робер Сенешаль/ Луи Вагнер Delage | Гран-при Италии Луи Шаравель Bugatti       |
| 1927 | Delage         | 4      | 10   | 500 миль Индианаполиса Джордж Соудерс          | Гран-при Франции Робер Бенуа Delage        | Гран-при Испании Робер Бенуа Delage              | Гран-при Италии Робер Бенуа Delage                        | Гран-при Великобритании Робер Бенуа Delage |
| 1928 | Не присуждался |        |      | 500 миль Индианаполиса Луис Мейер              | Гран-при Италии Луи Широн Bugatti          |                                                  |                                                           |                                            |
| 1929 | Не присуждался |        |      | Гран-при Франции Уильям Гровер-Уильямс Bugatti |                                            |                                                  |                                                           |                                            |
| 1930 | Не присуждался |        |      | Гран-при Бельгии Луи Широн Bugatti             |                                            |                                                  |                                                           |                                            |